# Kunstjahr 1944
Liste der Kunstjahre

◄◄ | ◄ | 1940 | 1941 | 1942 | 1943 | Kunstjahr 1944

Weitere Ereignisse
Dieser Artikel behandelt das Kunstjahr 1944.

## Ereignisse
- 18. Mai: Die aus Prag stammende Malerin Malva Schalek wird im KZ Auschwitz ermordet.
- 24. August: Joseph Goebbels verfügt den „Totalen Kriegseinsatz der Kulturschaffenden“. Das hat mit Inkrafttreten der Verfügung am 1. September die Schließung fast aller deutschen und österreichischen Theater und Kulturbetriebe zur Folge. Künstler, die nicht auf der sogenannten Gottbegnadeten-Liste stehen, werden auch zu sogenannten „kriegswichtigen Tätigkeiten“ herangezogen.

### Fotografie
- 6. Juni: Der U.S.-Army-Fotograf Robert F. Sargent nimmt am D-Day während der Landung in der Normandie am Omaha Beach das Photo Into the Jaws of Death auf.

### Malerei

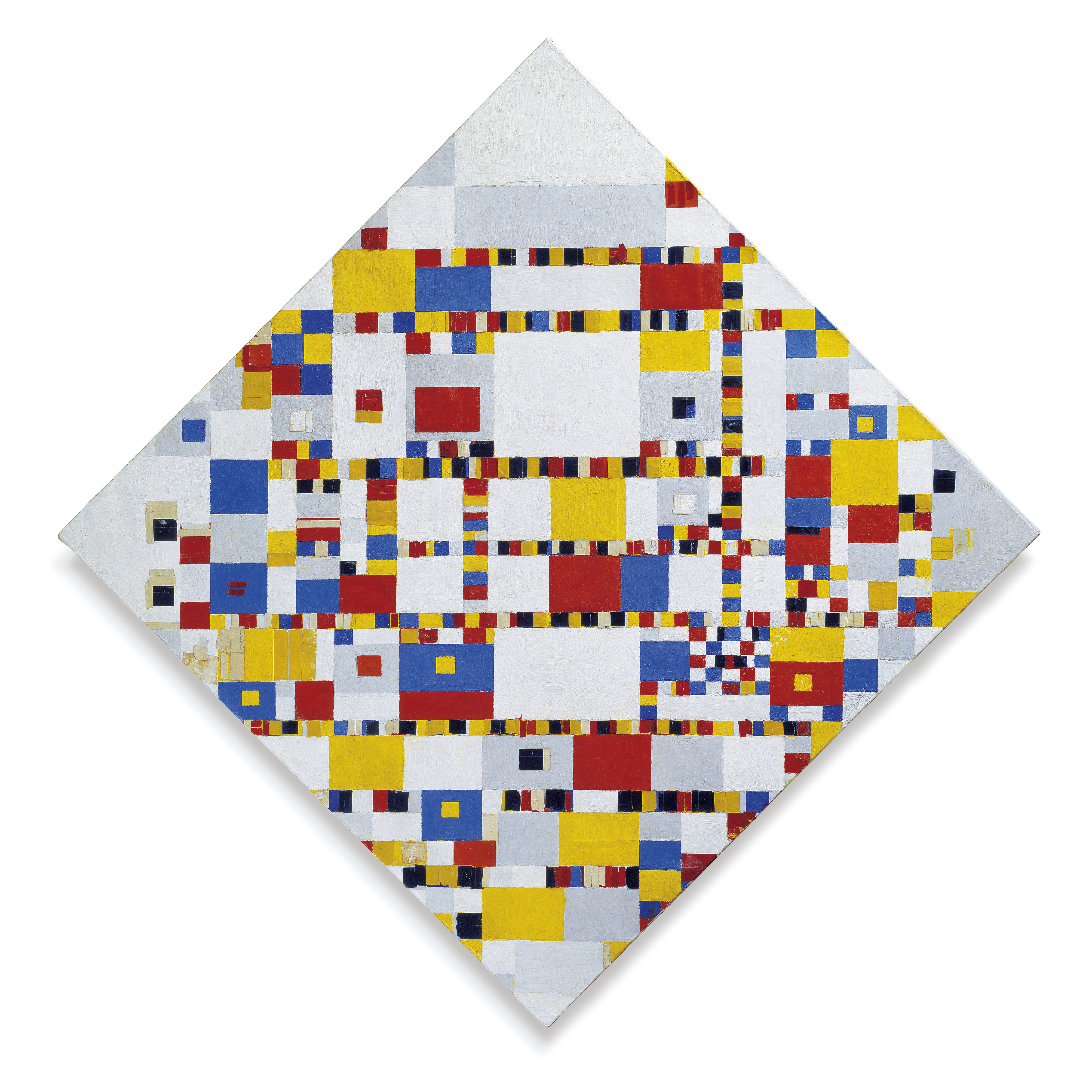
Victory Boogie Woogie

- Bei Piet Mondrians Tod am 1. Februar ist sein letztes Werk Victory Boogie Woogie noch unvollendet.
- Der surrealistische Maler Salvador Dalí malt während seines Exils in den Vereinigten Staaten in Öl auf Holz Traum, verursacht durch den Flug einer Biene um einen Granatapfel, eine Sekunde vor dem Aufwachen. Es stellt eines der herausragendsten Werke seiner paranoisch-kritischen Schaffensperiode dar.
- Edward Hopper malt in Öl auf Leinwand die Gemälde Morning in a City und Solitude.

### Museen und Ausstellungen
- Sir William Burrell vermacht der Stadt Glasgow seine Kunstsammlung.
- Die Große Deutsche Kunstausstellung findet zum 8. und letzten Mal statt.

## Geboren

### Geburtsdatum gesichert
- 10. Januar: Rory Byrne, südafrikanischer Designer von Rennwagen
- 19. Januar: Thom Mayne, US-amerikanischer Architekt
- 27. Januar: Kevin Coyne, britischer Rockmusiker, Maler und Autor († 2004)

- 04. Februar: El Anatsui, ghanaischer Bildhauer
- 08. Februar: Sebastião Salgado, brasilianischer Fotograf und Fotoreporter († 2025)
- 21. Februar: Richard François Aeschlimann, Schweizer Maler, Grafiker, Zeichner, Objektkünstler und Designer

- 04. März: Glen Baxter, britischer Cartoonist
- 13. März: Holger Henze, deutscher Gastwirt und Comicautor
- 24. März: Rebecca Horn, deutsche Bildhauerin, Aktionskünstlerin und Filmemacherin († 2024)
- 29. März: Abbas Attar, iranisch-französischer Fotojournalist († 2018)

- 08. April: Odd Nerdrum, norwegischer Maler
- 19. April: Lothar Romain, deutscher Journalist und Kunstwissenschaftler († 2005)
- 28. April: Doris Quarella, Schweizer Fotografin († 1998)

- 05. Mai: Christian de Portzamparc, französischer Architekt
- 12. Mai: Ada Isensee, deutsche Malerin
- 26. Mai: Jürgen Hohl, oberschwäbischer Heimatkundler und Restaurator
- 31. Mai: Volker Reiche, deutscher Comic-Zeichner

- 05. Juni: Hartmut Esslinger, deutsch-US-amerikanischer Produktdesigner

- 13. Juli: Ernő Rubik, ungarischer Bildhauer, Architekt und Erfinder

- 06. August: Marcos Acayaba, brasilianischer Architekt und Städteplaner
- 08. August: Derib, Schweizer Comiczeichner

- 05. September: Urban Gwerder, Schweizer Schriftsteller, Künstler und Herausgeber († 2017)

- 03. Oktober: Daniele Fagarazzi, italienischer Comiczeichner († 2019)
- 28. Oktober: Wladimir Borissowitsch Amokow, russischer Künstler

- 17. November: Rem Koolhaas, niederländischer Architekt
- 18. November: Wolfgang Joop, deutscher Modedesigner
- 26. November: Roberto Fontanarrosa, argentinischer Comiczeichner († 2007)

- 19. Dezember: Heinz-Günter Prager, deutscher Bildhauer († 2025)
- 21. Dezember: Werner Busch, deutscher Kunsthistoriker

### Genaues Geburtsdatum unbekannt
- Axel Andree, deutscher Theaterregisseur, Schriftsteller, Kunstmaler und Bühnenbildner
- Dolf Bissinger, österreichischer Architekt und Maler
- Marikke Heinz-Hoek, deutsche Malerin und Installations- und Videokünstlerin
- Hans-Joachim Manske, deutscher Kunsthistoriker und Kurator († 2022)
- Christa Murken, deutsche Kunsthistorikerin

## Gestorben

Edvard Munch, 1905/06

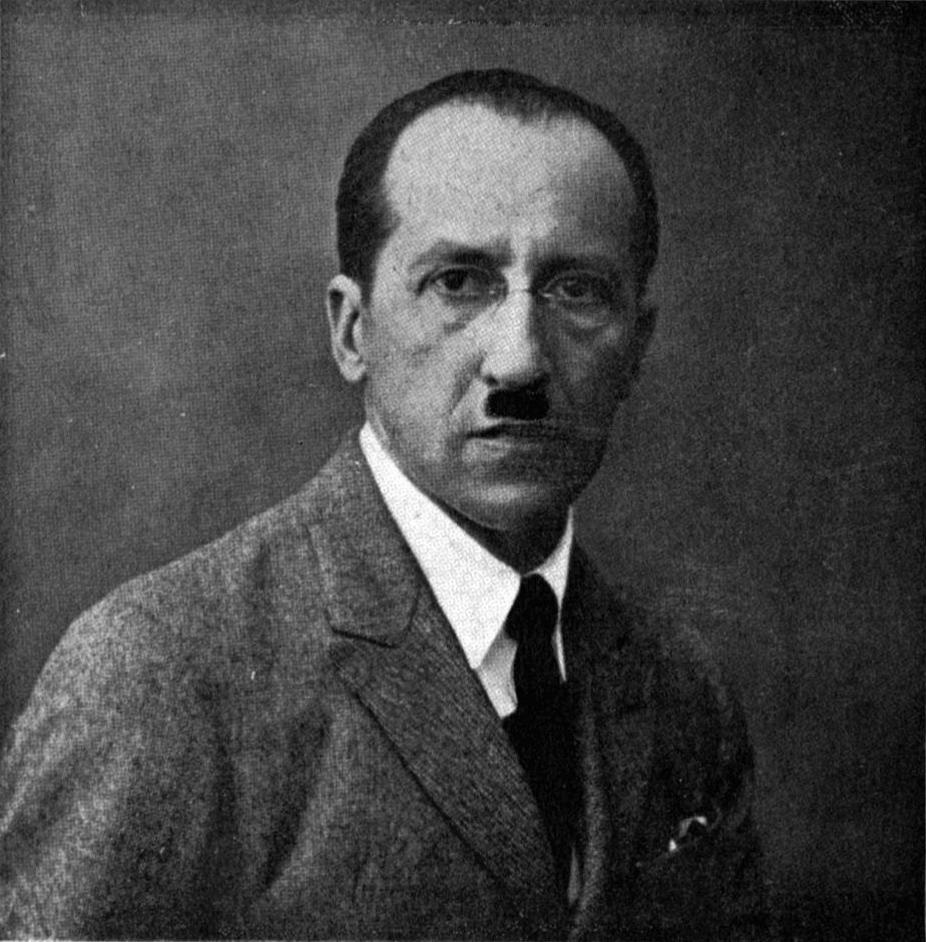
Piet Mondrian

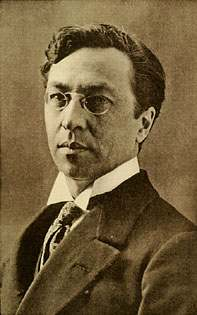
Wassily Kandinsky, um 1913

- 23. Januar: Edvard Munch, norwegischer Maler und Graphiker (* 1863)
- 01. Februar: Piet Mondrian, niederländischer Maler (* 1872)
- 06. Februar: Rudolf Levy, deutscher Maler (* 1875)
- 24. März: Malva Schalek, österreichisch-jüdische Malerin (* 1882)
- 06. April: Erich Ohser, deutscher Zeichner und Cartoonist (* 1903)
- 08. Mai: Alexander Beer, deutscher Architekt und Gemeindebaumeister in Berlin (* 1873)
- 02. August: Felix Nussbaum, deutscher Maler (* 1904)
- 03. August: Sophie Blum-Lazarus, deutsch-französische Landschafts- und Puppenmalerin (* 1867)
- 27. September: Aristide Maillol, französischer Bildhauer (* 1861)
- 04. Oktober: Karl Weinmair, deutscher Maler (* 1906)
- 21. Oktober: Hilma af Klint, schwedische Malerin (* 1862)
- 27. Oktober: Arturo Gordon, chilenischer Maler (* 1883)
- 07. Dezember: Robert Jackson Emerson, britischer Bildhauer, Maler und Medailleur (* 1878)
- 13. Dezember: Wassily Kandinsky, russischer Maler (* 1866)
- 29. Dezember: Julie Wolfthorn, deutsche Malerin (* 1864)